# Rockefeller Group
Le Rockefeller Group est une société basée à New York, dont les transactions immobilières aux États-Unis sont l'activité principale. Elle est aujourd'hui détenue par Mitsubishi Estate Co. Ltd. Depuis les années 1930, le Group est à l'origine des plus grands projets immobiliers commerciaux des États-Unis, en commençant par le développement de l'un des plus grands complexe immobilier au monde, le Rockefeller Center.
Après avoir construit les 550 000 m² originels du complexe art déco de 1931 jusque dans les années 1940 (la société se nommait alors la Metropolitan Square Corporation et employait près de 75 000 personnes), la société immobilière bâtit plusieurs autres tours dans le voisinage immédiat depuis la fin des années 1940 et jusque dans les années 1960. En partenariat avec Time-Life, elle construit un bâtiment de 48 étages, pour cette société (le Time-Life Building), qui est inauguré en 1959; celui-ci étend le Rockefeller Center jusqu'à l'ouest de la sixième Avenue.
Au début des années 1970, le Group a ajouté quatre tours de style international au Rockefeller Center, en doublant ainsi la surface originelle.
En 2003, le Group s'associe avec CommonWealth Partners, LLC pour gérer de grandes propriétés immobilières aux États-Unis.
Aujourd'hui le groupe est propriétaire, et gère, un parc immobilier de près de 700 000 m² de bureaux qui composent le corridor ouest du Rockefeller Center (les nouveaux bâtiments). La partie originale, à l'est, du Rockefeller Center est aujourd'hui propriété de Tishman Speyer et de la famille Crown de Chicago.

## Source
- (en) Cet article est partiellement ou en totalité issu de l’article de Wikipédia en anglais intitulé « Rockefeller Group » (voir la liste des auteurs).